# Fricsay Richárd (karmester, 1867–1945)
Fricsay Richárd, Fryčaj Rikárd Alajos, névváltozat: Fričaj (Kremsier, Csehország, 1867. március 27. – Budapest, Erzsébetváros, 1945. március 16.) karmester, magyar királyi honvédségi zeneügyi igazgató. Ifj. Fricsay Richárd és Fricsay Ferenc apja.

## Életútja

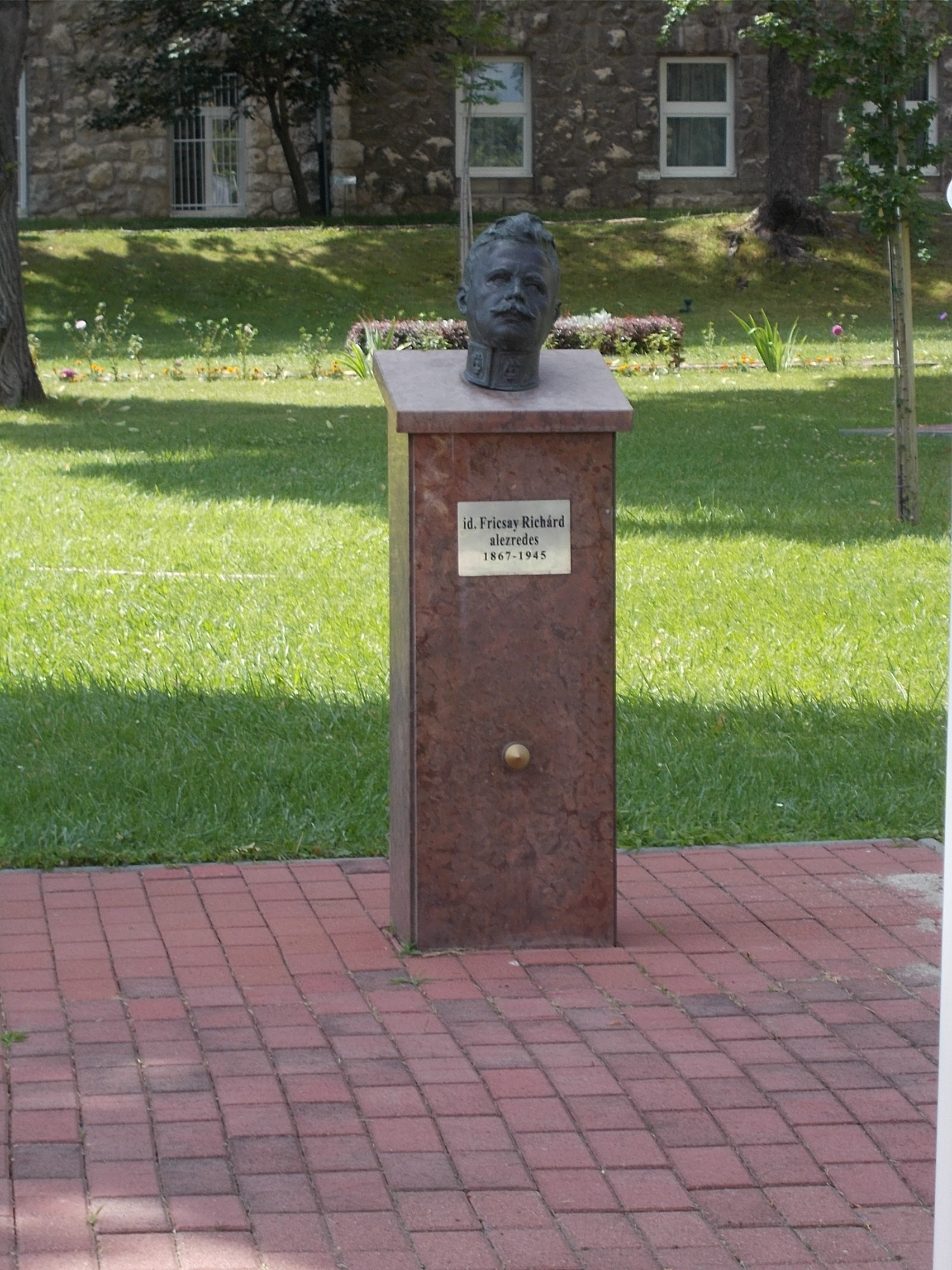
Fejszobra a Petőfi laktanya díszkertjében (Újbuda)

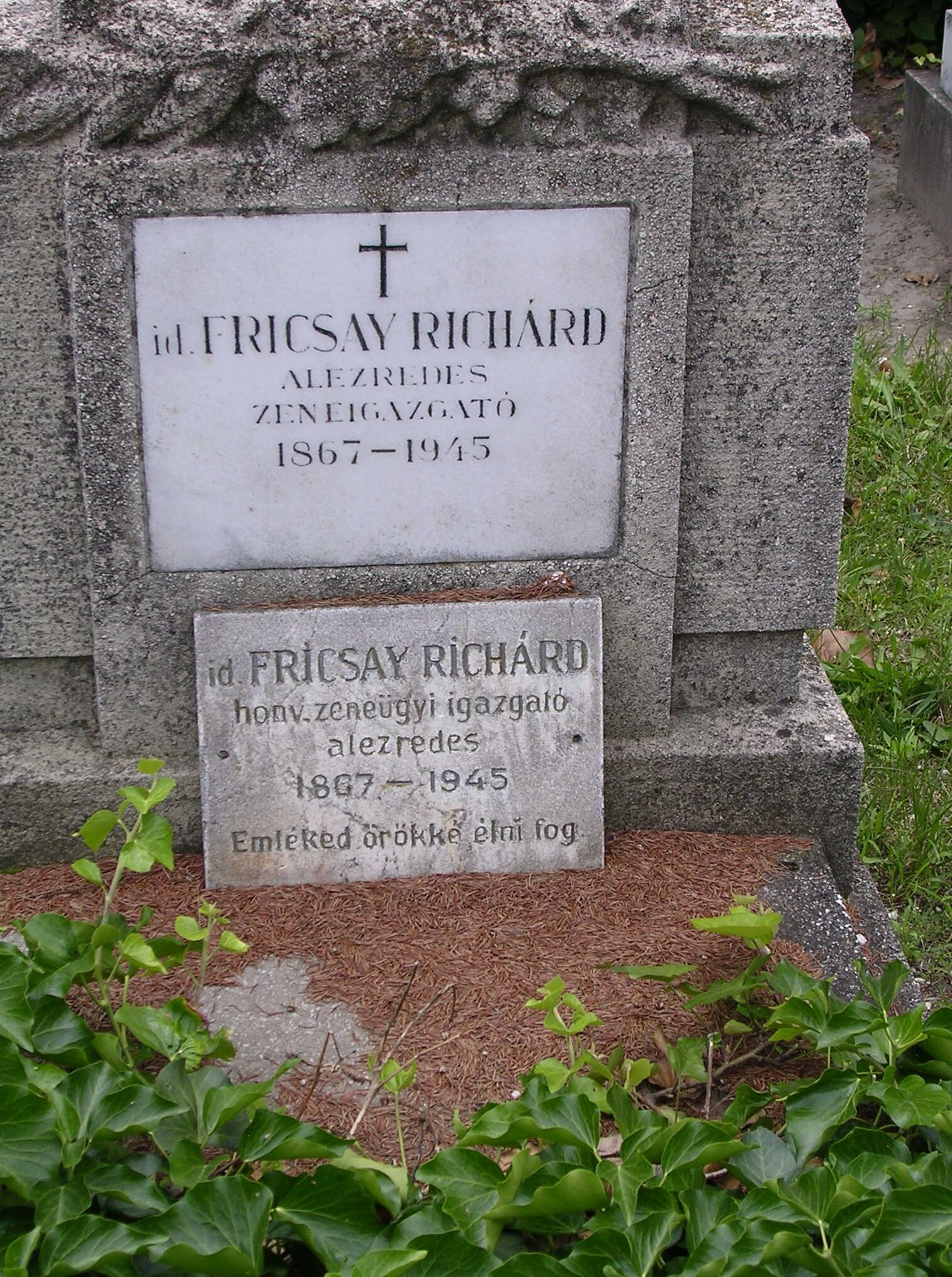
Sírja a Fiumei úti sírkertben 2004-ben (34-6-1)

Atyja Fricsay (Fryčaj) Ferenc, a kremsieri katedrális első tenoristája, anyja Thom Antónia, a Thun grófi család tanárnője volt. Nagyapja Fryčaj Ignác. Fricsay már öt éves korában kezdett atyjánál hegedűjátékot tanulni és nyolc éves korában már a kremsieri Ferenc József-zeneiskola növendéke lett, ahol nyolc éven át képezte magát zenei ismeretekben. Zeneiskolai és középiskolai tanulmányainak befejezte után, 1885-ben, Olmützben a volt császári és királyi 100-ik gyalogezred zenekarának hangverseny-mestere és karmesterhelyettese lett, de azért ez idő alatt is tanult tovább Josef Nešveránál, a híres zeneszerzőnél. Három évi katonai szolgálat után, 1888-ban a kremsieri Ferenc József-zeneiskola rendes tanárává nevezték ki. 1889-ben a wsetini (Morvaország) Thonet-zenekarnak karmesterévé szerződtették, de egyúttal az ottani egyházi énekkar karnagyi tisztjét is ellátta nyolc éven át. Ez idő alatt számos vokális és zenekari hangversenyen kívül előadta Vilém Blodek Kútban c. operáját, amelynek nagysikerű előadásáért a zeneegylet ezüst koszorúval honorálta. A Thonet-féle 32 tagú zenekarral számos hangverseny-körúton vett részt és számos világhírű zene- és énekművész kíséretét látta el. Zenekarával 1896-ban két ízben is közreműködött I. Ferenc József udvari ebédjén, mely alkalommal a királytól személyes elismerésén kívül egy »1. F. J.« iniciálés briliánsgyűrűt kapott ajándékul. Ez esemény után nemsokára a székesfehérvári V. honvéd-kerületi zenekar karnagyává nevezték ki, mely állásában zenekarát országos hírűvé fejlesztette. 17 évig töltötte be ezt a tisztet és ez idő alatt állandóan a kerület nagyobb városainak színházaiban is működött. Mint vendég-karmester vezényelte a Rip-Rip c. operettet és a Parasztbecsület c. operát, betanította és vezényelte Bizet-nek Daudet L'Arlésienne-jéhez írott szvitjét melodrámai feldolgozásban.
A Dunántúl majdnem minden nagyobb városában (Pécs, Kaposvár, Nagykanizsa, Szombathely, Sopron, Veszprém, stb.) nagyszabású hangversenyeken vezényelt. Számos országos kiállításon (Pécs, Lugos, Nyíregyháza) működött székesfehérvári honvédzenekarával. Megalapítója volt a székesfehérvári filharmóniai egyletnek és városi zeneiskolának. Az ottani főreáliskolának és felsőbb leányiskolának is kinevezett énektanára volt. 1913-ban honvédzenekarával Székesfehérvárról Nagyváradra helyeztetett át. Itteni egy évi sikeres működése után 1914-ben Budapestre került, hogy átvegye Bachó István örökét: az 1. honvédkerül. zenekar vezetését. Az első világháború alatt Budapesten a Városi Színházban, dr. Dalnoky Viktor rendezésében, betanította és vezényelte Adam: A nürnbergi baba c. operáját. Ugyancsak itt adta elő a Walkür I. felvonását Maria Jeritza és Karel Burian közreműködésével, háborús jótékony célra. 1917-ben honvédzenekarával propaganda-körútra ment Bajorországba, ahol Münchenben (a királyi udvar előtt), Fürthben, Augsburgban, Würzburgban, Regensburgban, Nürnbergben, Bayreuthben és Passauban öregbítette a magyar zene jó hírnevét. 1918 tavaszán Szófiában, majd Konstantinápolyban, — mindkét helyen a királyi udvar előtt — szerepelt zenekarával nagy sikerrel. Ezután állandóan a főváros egyik legnépszerűbb, nagy képzettségű zenekarvezetője volt.
1920-ban az Országos Zeneakadémián a karmesteri vizsgát sikerrel tette le. 1921-ben Horthy Miklós kormányzó honvédségi zeneügyi igazgatóvá nevezte ki. Hosszas érdemes működése alatt számos hazai és külföldi kitüntetésben részesült; így megkapta többek közt: a magyar Signum Laudist, a koronás arany érdemkeresztet a vitézségi érem szalagján, ugyanezt a Ferenc József-rend szalagján, a Vöröskereszt hadiékítményes II. oszt. díszjelvényét, magyar szolgálati díszérmet, a »Pro Ecclesia et Pontifice« arany díszkeresztet, herceg Lichtenstein jubileumi emlékérmet, a bajor I. oszt. kat. érd. keresztet, a bolgár hadiékítményes IV. oszt. kor. lovag-keresztet, a bolgár vörös kereszt ezüstérmet, a török »Medzsidzsie-rend« tiszti csillagát és »Oszmanie-rend« V. oszt. csillagát, a török vörös félholdat. Fricsay elévülhetetlen érdeme, hogy a magyar városok színházait elsőrendű zenekarával kiváló zenei produkciókhoz juttatta és hogy úgy a tős-gyökeres magyar vidéken, mint a fővárosban a klasszikus zene népszerűsítésével a magyar zenei kultúrát terjesztette. Fryčaj családi nevét 1924-ben Fricsayra változtatta.
Halálát húgyvérűség, dülmirigytúltengés okozta. Első felesége Zapletal Amália volt, akitől ifj. Richárd fia született. Második felesége a nála kilenc évvel fiatalabb, kiskőrösi születésű Lengyel Borbála (Berta) volt, Löwy Dávid és Unger Rozália leánya, akivel kétszer kötött házasságot: 1913. december 1-jén Budapesten és 1920-ban elváltak, majd 1924. augusztus 16-án újra összeházasodtak. Gyermekük Fricsay Ferenc karmester.

## Művei
- tánczenék (Gavott, Erzsébetkeringő)
- indulók (Veni, vidi, vici stb.)
- átiratok fúvószenekarra stb.